# Fotografický popruh

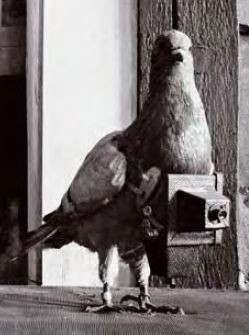
Holub s fotoaparátem na popruhu (viz holubí fotografie ze vzduchu)

Fotografický popruh je příslušenství k fotoaparátu nebo videokameře, které umožňuje nošení aparátu přes rameno nebo za krkem. Fotografické popruhy jsou k dispozici v různých verzích, počínaje jednoduchými popruhy za krk, rozšiřitelné až po složité systémové fotografické popruhy. Popruh pomáhá při dlouhém nošení fotoaparátu snižovat bolest krku a zad, neboť běžná hmotnost fotografického vybavení zrcadlovky a objektivu může dosáhnout dvou kilogramů.

## Obecné vlastnosti
Typickými materiály pro vlastní popruh je nylon, kůže nebo imitace kůže. Do popruhu může být začleněna jako ochrana proti krádeži ocelové lanko. Svou roli v kvalitě popruhu hraje: pohodlnost nošení, rozložení hmotnosti fotoaparátu, možnost aretace popruhu, možnost oboustranného nošení (vlevo i vpravo), připojení na batoh, opatření kapsičkami, pružnost a vzdušnost materiálu, jednoduchost / složitost odepnutí popruhu od fotoaparátu,

## Postroje a popruhy za krk
Digitální zrcadlovky jsou vybaveny obvykle popruhem za krk (anglicky: neck strap), který je připevněn do kroužků v horní části fotoaparátu. Na standardně dodávaném řemenu za krk je obvykle vyšita značka a model fotoaparátu nebo modelové rodiny. Popruh za krk se obvykle umísťuje kolem krku, fotoaparát pak visí na uživatelově hrudníku nebo břichu. Pokud je na fotoaparátu větší objektiv, pak překáží a snižuje mobilitu fotografa. K dispozici jsou také fotografické popruhy dodávané na trhu s fotografickým příslušenstvím. Ty jsou často delší, s čalouněným materiálem vyšší kvality nebo jsou lépe vypolstrované.
Princip spočívá v rozložení hmotnosti sestavy fotoaparát objektiv do co největší plochy. Některé typy zajistí i rychlou fixaci při delších přechodech, čímž sníží nepříjemné rázové zatížení, při jeho pohupování při chůzi. Dovolí i zcela nezávislé nošení batohu, na rozdíl od upevnění na postroji vlastního batohu. Postroje jsou často využívány pro kombinované nošení například dalekohledu a fotoaparátu, přičemž nás jejich řemeny netáhnou za krk a snadno se nastaví jejich vzájemný rozestup tak aby do sebe nenarážely a šlo s nimi pohotově pracovat.
Široký a měkký řemen s širokým popruhem je vhodný na kratší až střednědobé nošení fotoaparátu. Jedná se o řemen, který je oproti originálním řemenům vypracován s ohledem na příjemnější nošení. Měkčí, širší a třeba i s mírnou pružností a schopností tlumit rázy při chůzi. Některé z řemenů jsou pro případ krádeže, formou přeříznutí řemenu, vybaveny zašitým ocelovým lankem/kordem. Použije jej fotograf na turisticky exponovanějších místech a má obavy z krádeže.

## Fotografické popruhy se stativovým závitem

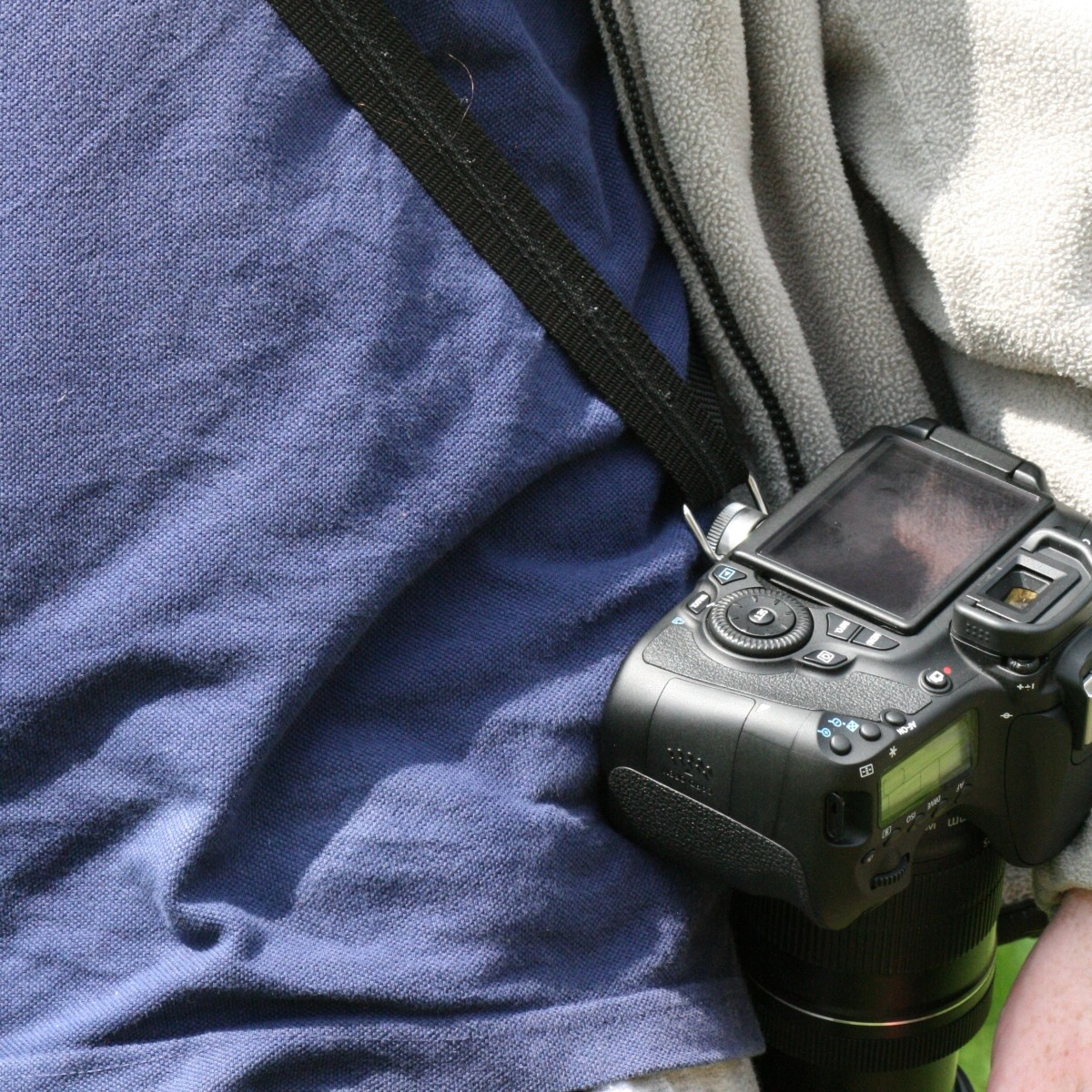
Fotografický popruh se stativovým závitem

Fotografický popruh se stativovým závitem se šroubuje do stativového závitu na fotoaparátu nebo objektivu. Horní část fotoaparátu zůstává bez rušivého popruhu. Šroub je opatřen mechanismem tak, že se fotoaparát na popruhu může otáčet. To může být zajištěno pomocí otočného háčku na karabině nebo kuličkového ložiska.
Logicky z toho vyplývá, že při záběrech ze stativu musí být tento popruh odstraněn. Alternativně je také možné upevnit jej k rychloupínací stativové destičce. V tomto případě je rychloupínací destička přišroubovaná k fotoaparátu a popruh je (např. pomocí karabiny) připojen k fotoaparátu.

## Závěsný systém na opasek
Další způsob je upevnění fotoaparátu na opasku po boku prostřednictvím různých upínacích systémů. Systém se hodí spíše na lehčí fotoaparáty a pro kompakty s výměnnými objektivy. Velmi praktické, pokud při sobě nosíme kompaktní fotoaparát jako fotozápisník. Systémy na opasky nejsou zcela vhodné na těžší sestavy s teleobjektivy.

## Fotografický popruh pro více fotoaparátů

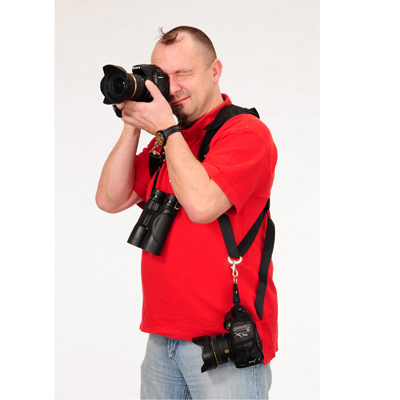
Popruh pro dva fotoaparáty

Pro fotografy, kteří jsou vybaveni dvěma nebo třemi fotoaparáty se nabízejí systémové fotografické popruhy.
Typické kombinace jsou:
- jeden hlavní fotoaparát (například zrcadlovka) a jeden vedlejší fotoaparát (například kompakt nebo videokamera)
- dva hlavní fotoaparáty (například dvě zrcadlovky s různými objektivy)
- dva hlavní fotoaparáty a jeden vedlejší fotoaparát

## Popruhy za ruku
Malé kompaktní fotoaparáty jsou opatřeny úzkým popruhem sloužícím k zachycení za zápěstí.

## Vybavení batohů závěsným okem
Některé batohy mají ve své výbavě velmi praktické rozepínací oko, které umožní upevnění řemenu fotoaparátu tak aby fotografa neřezal přímo do krku. Přitom se dá, při potřebě sundat batoh, oko rozepnout. Není to však pro každého, díky poloze upínacího oka se ne každý naučí obsluhovat přezku za zády. Výhodou je, že se sestava fotoaparátu s batohem vzájemně vyvažuje a nošení je tak mnohem příjemnější. Nemá-li batoh oko k upevnění řemenu, lze nouzově toto upnutí provést provlečením za madlo batohu. Předpokládá to však řemen fotoaparátu s přezkou. Další možností je vybavení batohů závěsným systémem na ramenních popruzích, díky kterým může být fotoaparát připnout přímo k nim. Zde se opět ukazuje praktičnost systému, jehož popruhy je možno kombinovat s batohy vybavenými zmíněnými oky.

## Nošení stativu
Upnutí stativu dnes umožňuje každý druhý fotografický batoh. V praxi v terénu však fotografové přecházejí dlouhé úseky s rozloženým stativem. Pro tento účel byl vyvinut praktický jednoduchý batoh přesně pro účel pohotovostního nošení stativu.

## Galerie

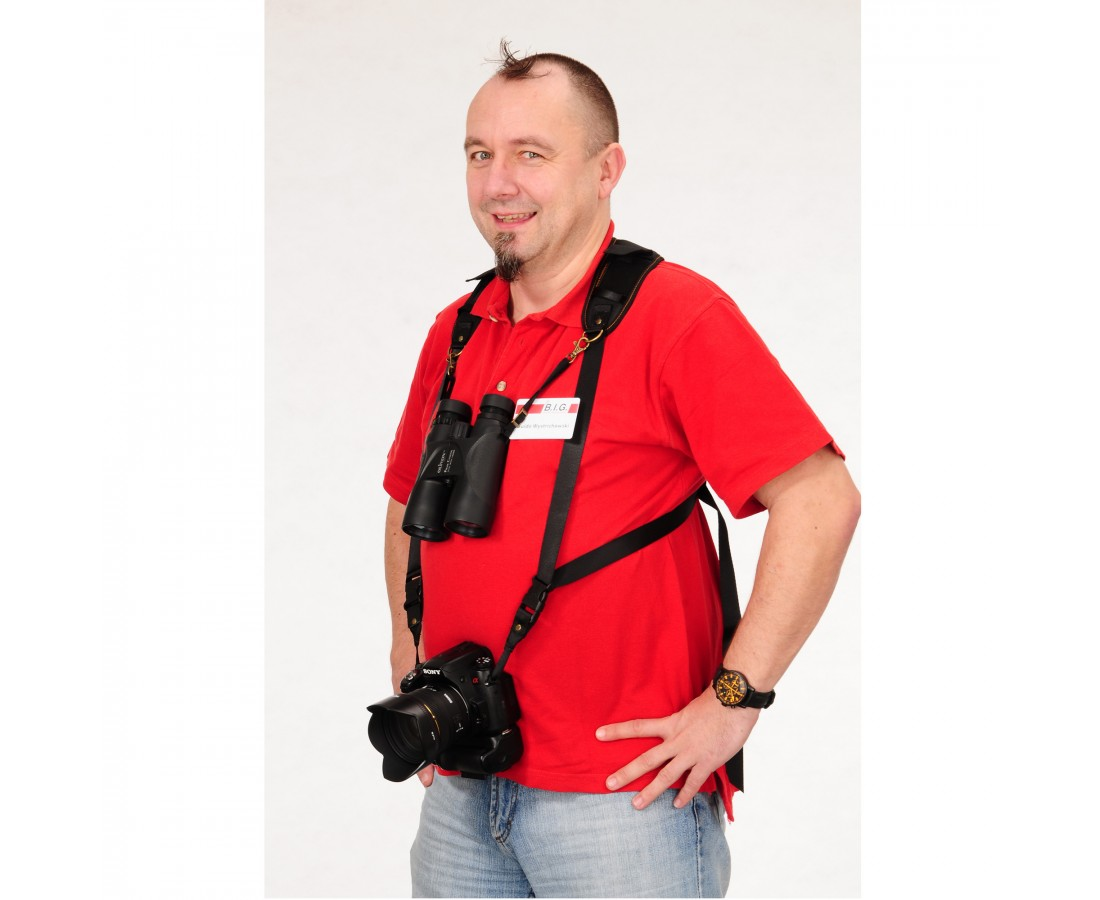
Popruh Trekking Safari Classic
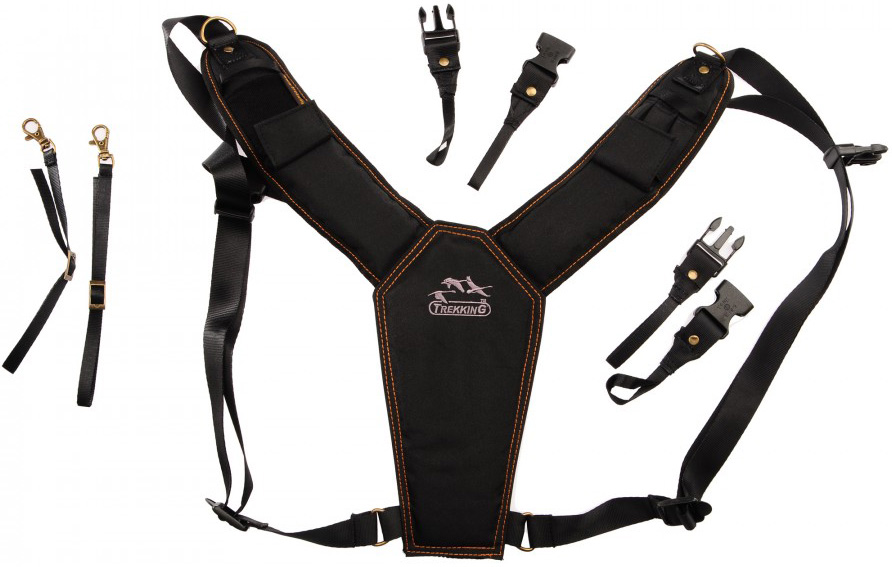
Trekking Safari Classic, detail
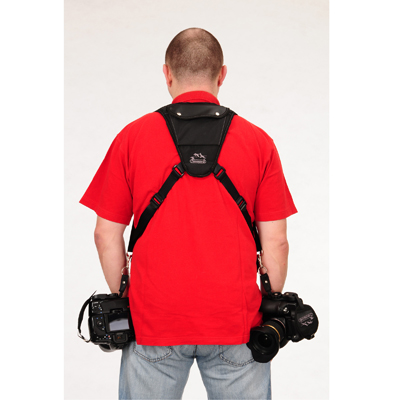
Popruh pro dva fotoaparáty, zadní pohled
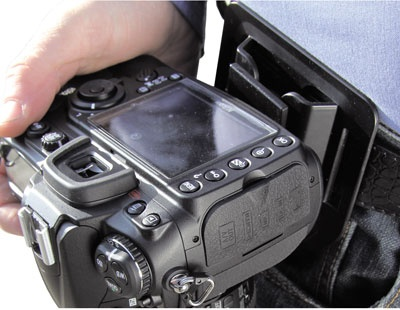
Rychloupínací držák na pásek
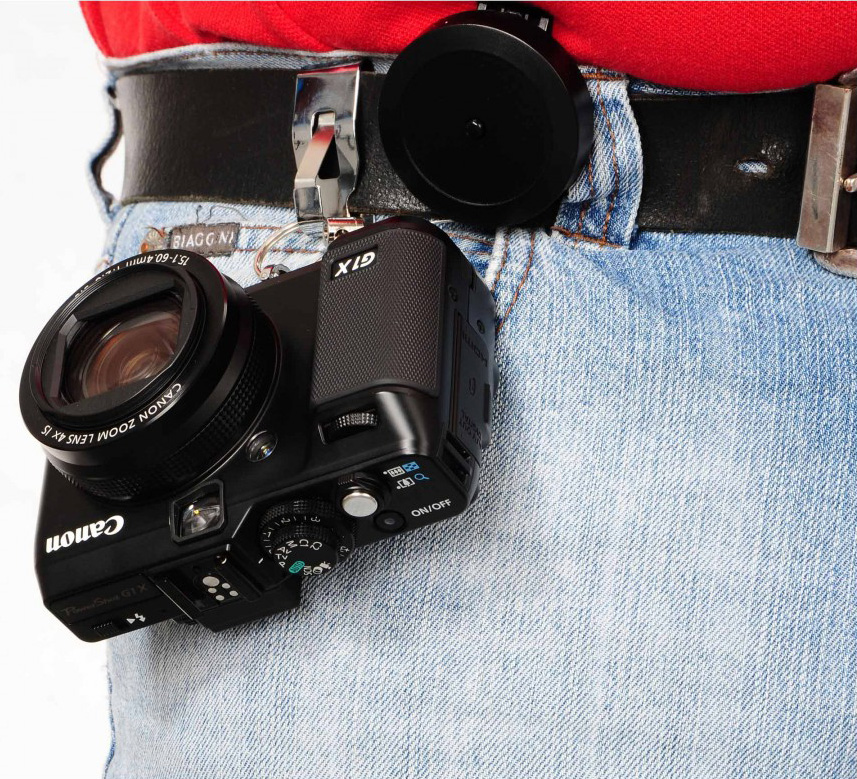
Rychloupínací držák pro kompakt
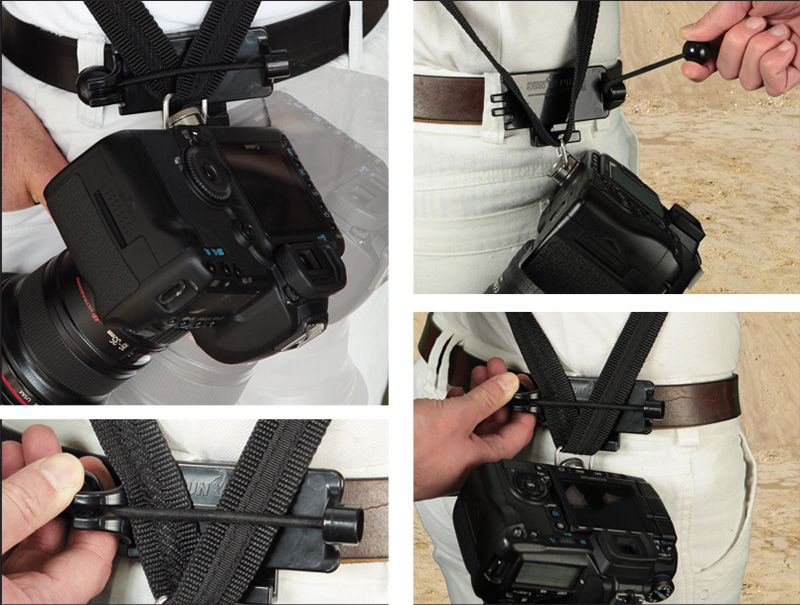
Zafixování fotoaparátu na opasku
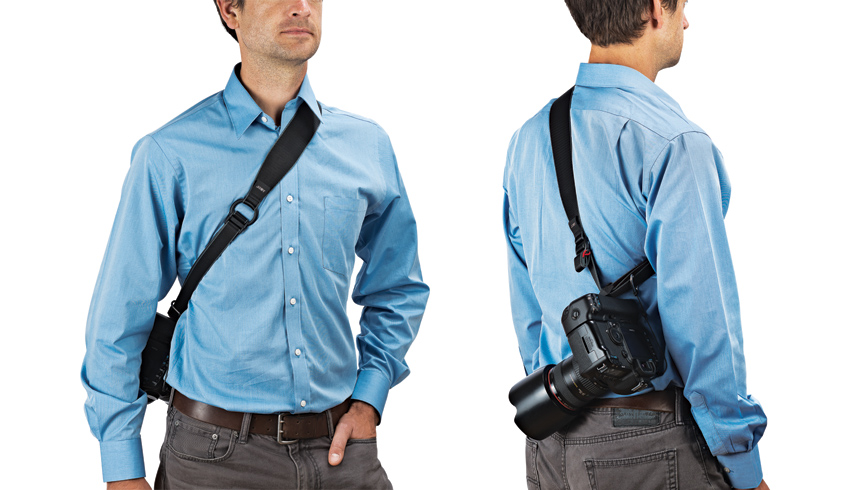
Popruh Joby
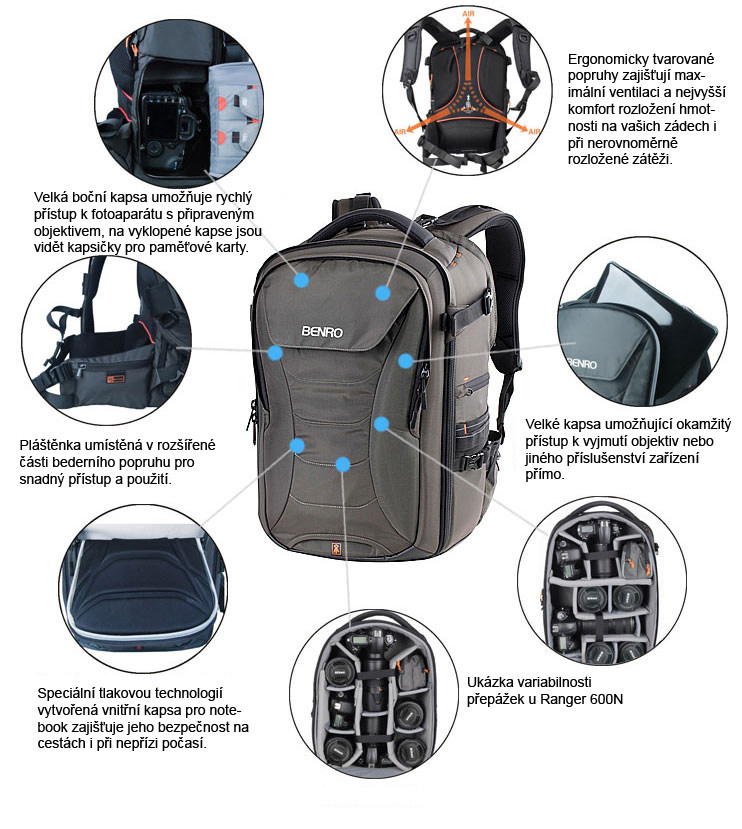
Fotografický batoh
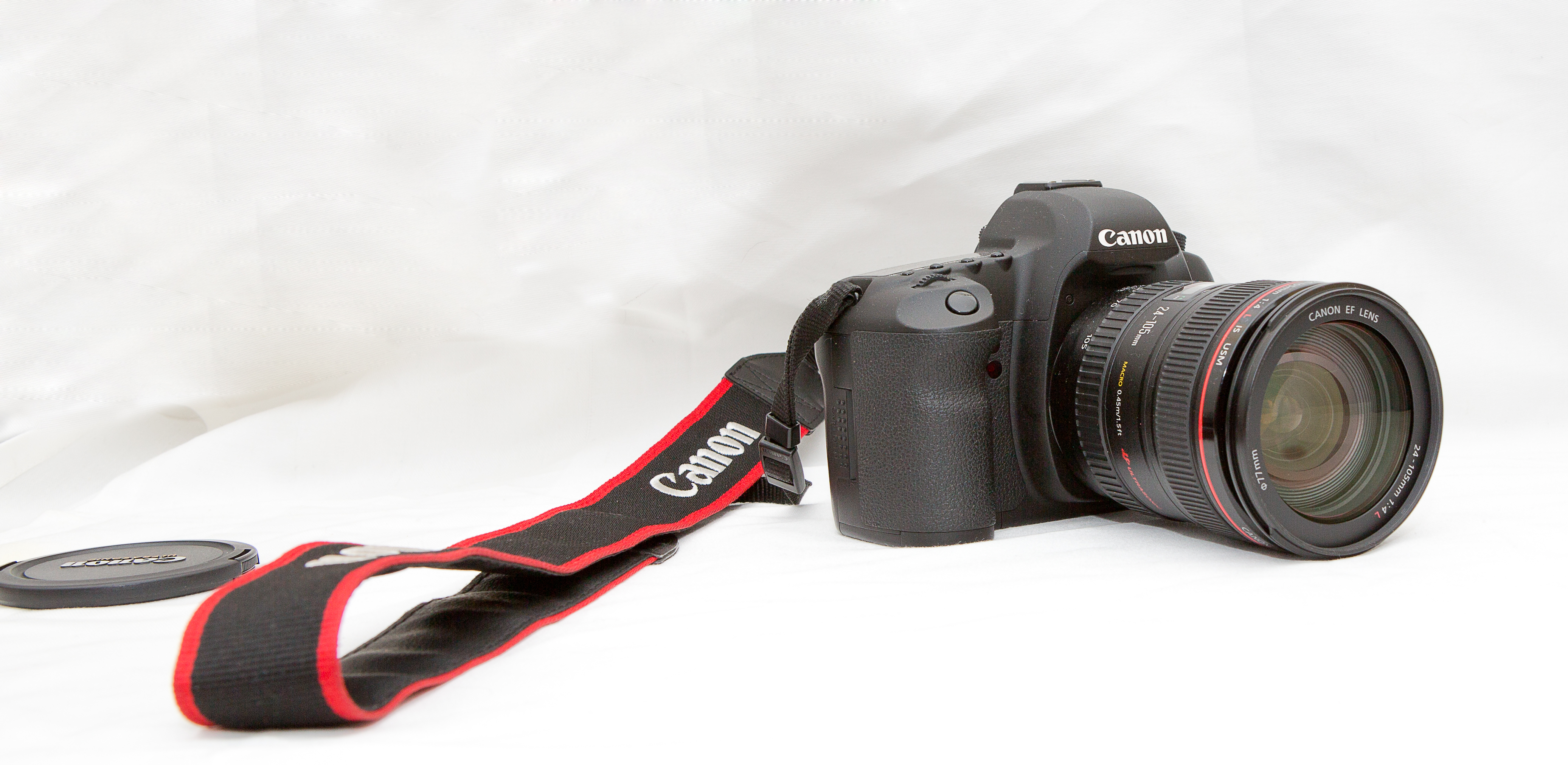
Klasický popruh dodávaný se zrcadlovkou Canon
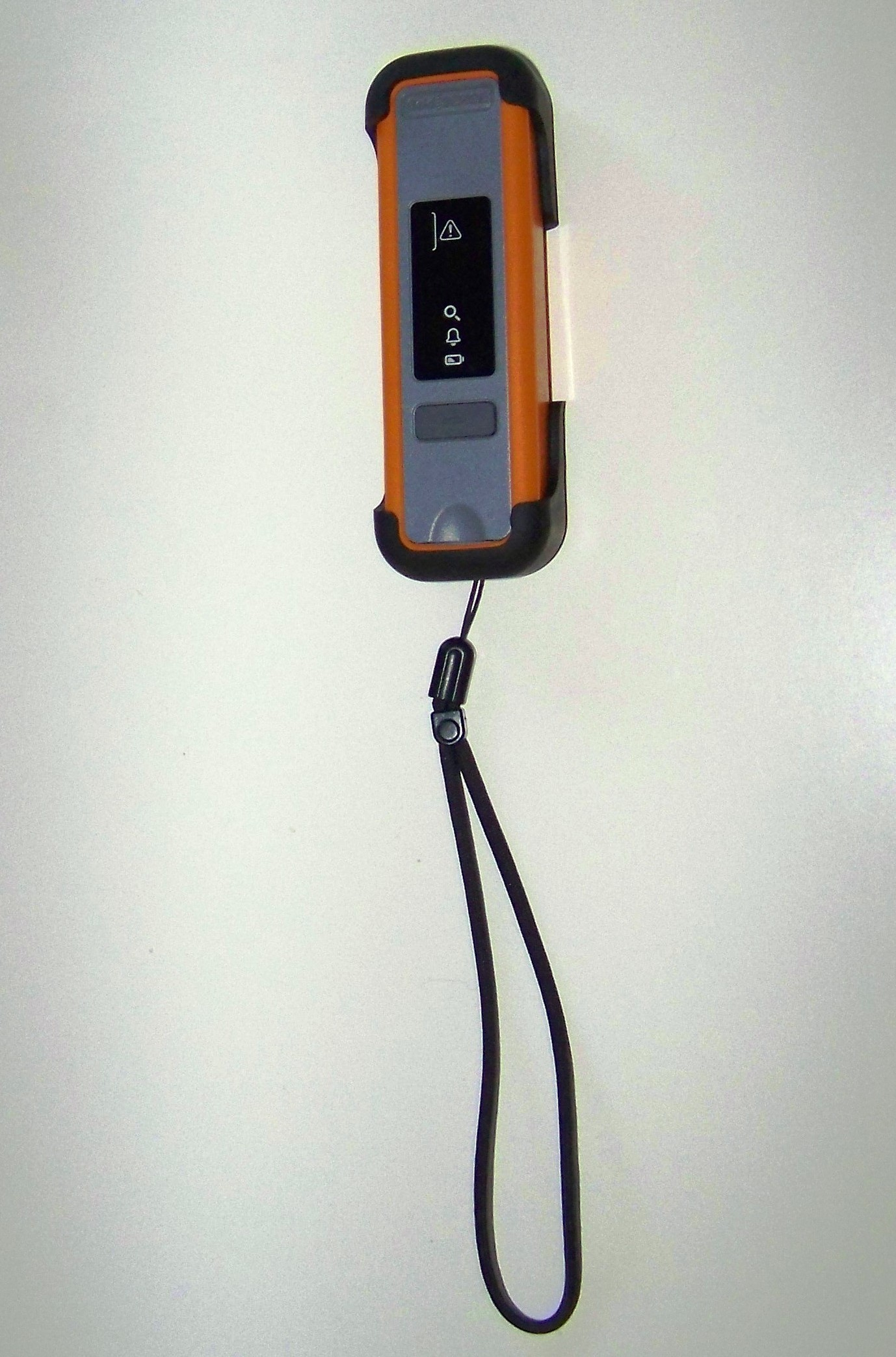
Malý popruh sloužící k zavěšení za ruku
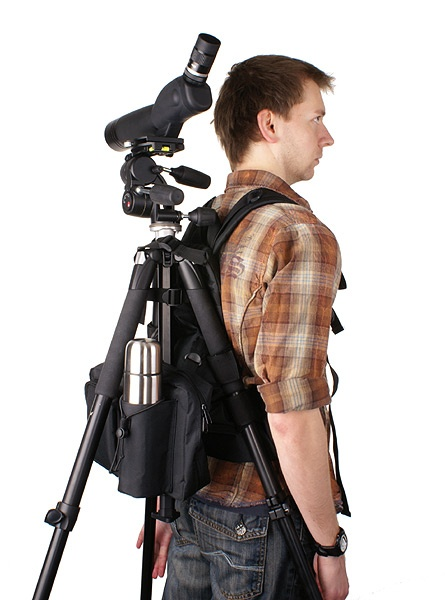
Batoh na stativ